# عملة كالاكاوا

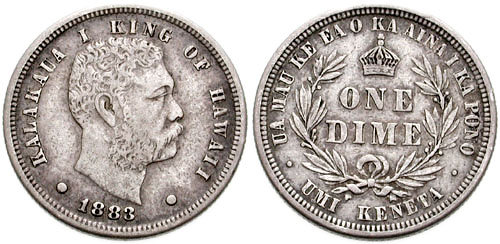
عملة كالاكاوا فئة 1883

عملة كالاكوا هي مجموعة عملات فضية من مملكة هاواي، يعود تاريخها إلى عام 1883، صُممت لتعزيز فخر هاواي بمنح المملكة عملتها الخاصة. صممها تشارلز إي. باربر، كبير النقاشين في مكتب سك العملة الأمريكي، وسُكّت في دار سك العملة في سان فرانسيسكو. العملات الصادرة هي: عشرة سنتات (عشرة سنتات)، وربع دولار، ونصف دولار، ودولار.
لم يُتخذ أي إجراء فوري بعد قانون عام 1880 الذي يجيز العملات المعدنية، لكن الملك كالاكوا كان مهتمًا ورأى مسؤولو الحكومة طريقة للخروج من مأزق مالي عن طريق إصدار عملات معدنية مقابل سندات حكومية. كان رجل الأعمال كلاوس سبريكلز على استعداد لإجراء الترتيبات مع الولايات المتحدة مقابل أرباح من إنتاج العملات المعدنية، وتعاقد مع دار سك العملة الأمريكية لسك عملات معدنية بقيمة مليون دولار. في الأصل، خطط لقطعة 12 1⁄2 سنتًا و سكت بعض العينات، ولكن إلغيت في محاولة لتحقيق التوحيد بين العملات المعدنية الأمريكية والهاوايية، و استبدلت بعملة عشرة سنتات. سكت العملات المعدنية في سان فرانسيسكو في عامي 1883 و1884، على الرغم من أن جميعها تحمل التاريخ الأقدم.
قوبلت العملات المعدنية برفض واسع من مجتمع الأعمال في هونولولو، الذي خشيت تضخمها في فترة الركود. بعد مناورات قانونية، وافقت الحكومة على استخدام أكثر من نصفها كدعم للعملة الورقية، واستمر هذا الوضع حتى بداية فترة انتعاش اقتصادي عام 1885. بعد ذلك، حظيت العملات المعدنية بقبول أوسع في التداول. وظلت جزءًا من التداول التجاري في الجزر حتى سُحبت عام 1903، بعد أن أصبحت هاواي إقليمًا أمريكيًا.

## الخلفية
قبل وصول الكابتن كوك عام 1770، لم يستخدم سكان هاواي الأصليون أي عملات معدنية؛ إذ كانت التجارة في اقتصادهم الزراعي قائمة على المقايضة. كما اعتمدت العلاقات المبكرة بين الهاواييين والمستكشفين على المقايضة، حيث استُخدمت المسامير والخرز وقطع الحديد الصغيرة أحيانًا كعملات نقدية، ولكن مع بدء التجارة الخارجية الأكثر انتظامًا في مطلع القرن التاسع عشر، وصلت عملات العديد من البلدان إلى الجزر كدفعات للصادرات. أدى وصول المبشرين، وما تبعه من مزارع وأنشطة تجارية أخرى، إلى ظهور أولى العملات التي أنتجتها الجزر: العملات الرمزية والأوراق النقدية التي استُخدمت لدفع أجور العمال بسبب النقص المزمن في العملات المعدنية الصغيرة. دفعت الروابط التجارية والروابط الثقافية مع الولايات المتحدة مجتمع الأعمال في هاواي في بداياته إلى التفكير في الدولار الأمريكي، وأصبح أساسًا للتجارة، حيث نشرت الحكومة الملكية الهاوائية دوريًا جداول بقيمة العملات المعدنية غير الأمريكية مقومة بالدولار. كان هذا ضروريًا لأن هذه العملات، التي جلبتها التجارة الخارجية إلى الجزر، كانت متداولة كوسيلة للتبادل إلى جانب العملات الفضية والذهبية الأمريكية.
في عام 1847، أصدر الملك كاميهاميها الثالث عملة معدنية من فئة سنت واحد، يُرجَّح أن شركة سكَّتها في نيو إنغلاند. لم تحظَ بشعبية لدى التجار، الذين فضَّلوا عدم التعامل بهذه المبالغ الصغيرة. أُصدر بعضها كعملات فكة في معاملات حكومية، ولكن لم يُتداول منها سوى حوالي 12 ألف عملة. دفع هذا الفشل الحكومة إلى إعادة النظر في خطط إصدار المزيد من فئات العملات المعدنية.
بحلول عام 1883، كانت معظم العملات المعدنية المتداولة في الجزر أمريكية، وذلك بفضل التكامل الاقتصادي الوثيق بين الجزر والبر الرئيسي. وقد عكست قوانين هاواي هذا الأمر، فجعلت العملات الذهبية الأمريكية عملة قانونية لكمية غير محدودة، والعملات الفضية الأمريكية عملة قانونية حتى 50 دولارًا. في عام 1879، أصدرت المملكة أولى أوراقها النقدية، وهي شهادات إيداع، قابلة للاسترداد بعملات فضية، وتتراوح فئاتها بين 10 دولارات و500 دولار.
في ذلك الوقت في هاواي، كانت العملات الذهبية تُحقق قيمة أعلى من قيمتها الاسمية عند شرائها بالفضة؛ إذ كان الذهب وحده هو الذي يُستخدم في معاملات معينة، مثل دفع الرسوم الجمركية. وقد استُوردت الفضة بكثافة إلى المملكة في سبعينيات القرن التاسع عشر على الرغم من جهود الحكومة لإبطاء تدفقها بالضرائب، وبالتالي كان الذهب أغلى هناك من حيث الفضة مقارنةً بالولايات المتحدة، التي كانت أكثر استقرارًا من الناحية النقدية. وكان أي تدفق كبير للفضة إلى التداول، كما هو الحال مع عملات كالاكاوا، يعني أن الفضة في أيدي العامة قد تصبح أقل قيمة من حيث الذهب. وفي عام 1883، كانت هاواي في حالة ركود، ويعود ذلك جزئيًا إلى انخفاض أسعار السكر بسبب الإفراط في الإنتاج.

## التحضير

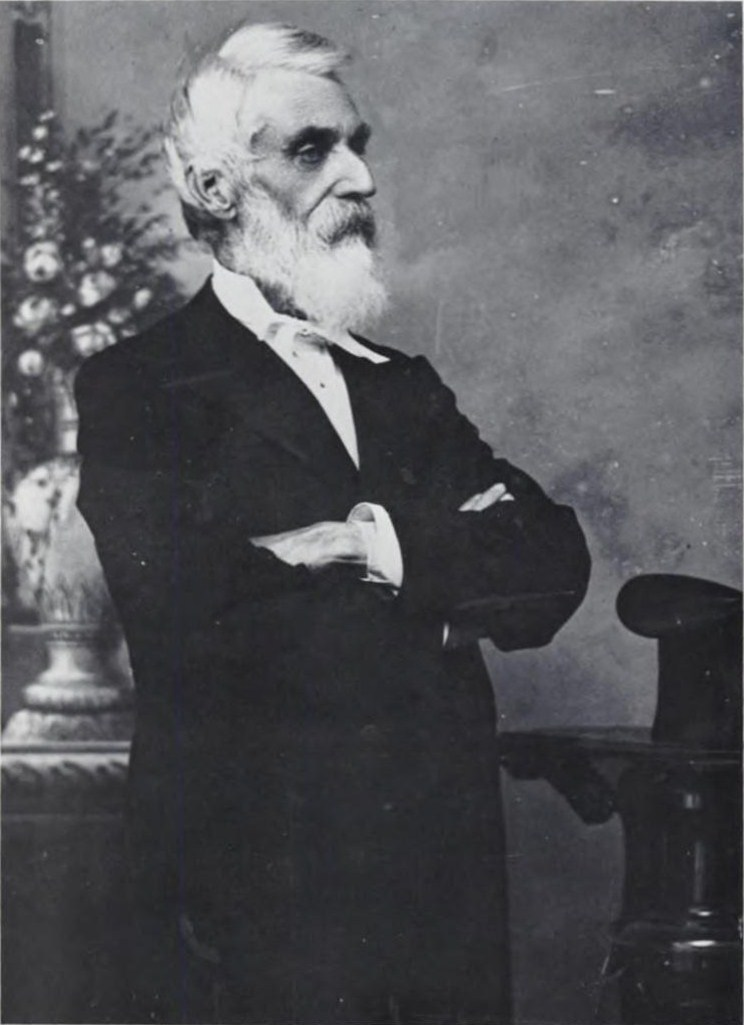
والتر م. جيبسون

دفع رئيس المالية والتر م. جيبسون، بدعم من وزير الداخلية صموئيل غ. وايلدر، قانونًا جديدًا للعملة من خلال الهيئة التشريعية لعام 1880. سمح للمملكة بشراء سبائك الذهب والفضة لضربها في عملات هاواي جديدة. كان إصدار المملكة لعملاتها المعدنية الخاصة إحدى الوسائل التي تأمل الحكومة من خلالها في تحسين معنويات سكان هاواي الأصليين، حيث كان عددهم ونفوذهم في انخفاض على مدى العقود القليلة الماضية. أصبح الملك أكثر اهتمامًا بالعملات التي تحمل صورته خلال جولته العالمية عام 1881. خلال هذه الرحلة، اتصل به مالك شركة تعدين النيكل في كاليدونيا الجديدة على أمل استخدام المعدن في العملات المعدنية، وأُرسلت عينات من القطع النقدية بقيمة خمسة سنتات إلى الملك بعد عودته إلى هونولولو. لم يجدوا سوى القليل من التأييد، ربما لأن شعار هاواي كان مكتوبًا بشكل خاطئ. لم يتم اتخاذ أي إجراء حتى عام 1882، عندما عين الملك جيبسون لقيادة الحكومة. لقد تقدم بفكرة العملة المعدنية؛ كان من المفترض أن تحمل العملة صورة الملك على الوجه الأمامي، وشعار هاواي وشعار Ua Mau ke Ea o ka ʻĀina i ka Pono (حياة الأرض مستمرة في البر) على الوجه الخلفي. حدد قانون عام 1880 أن العملات الفضية يجب أن تكون من فئات دولار واحد وخمسين سنتًا وخمسة وعشرين سنتًا واثني عشر سنتًا ونصف. كان اثنا عشر سنتًا ونصف، أو بت واحد (ريال إسباني استعماري ‏ واحد) في بعض الأحيان أجر يوم العمل للعامل.
نص قانون القروض الوطنية على سندات بقيمة مليوني دولار، ولكن نظرًا لضعف الجدارة الائتمانية، لم تتمكن المملكة من بيعها. توصل جيبسون إلى فكرة الجمع بين القانونين من خلال تعيين رجل الأعمال كلاوس سبريكلز ‏، وهو صديق مقرب للملك، كوكيل حكومي للتعاقد مع دار سك العملة الأمريكية لسك العملات هناك، ودفع أموال سبريكلز في سندات حكومية. في مارس 1883، فوض مجلس الوزراء وزير المالية جون ماكيني كابينا ‏ بإجراء الترتيب مع سبريكلز، الذي حصل على تفويض رسمي لهذا الدور في مايو. عمل HAP Carter، المبعوث الهاواي في واشنطن، كوسيط بين الهاواييين والحكومة الأمريكية، وكتب إلى كابينا في يونيو أن السلطات الأمريكية تعتبر ترتيب الوكالة غريبًا، حيث أن الطريقة الأكثر شيوعًا للمضي قدمًا هي أن تتعاقد الحكومة الهاوايية مباشرة، وأن تدفع ثمن العملات نقدًا.

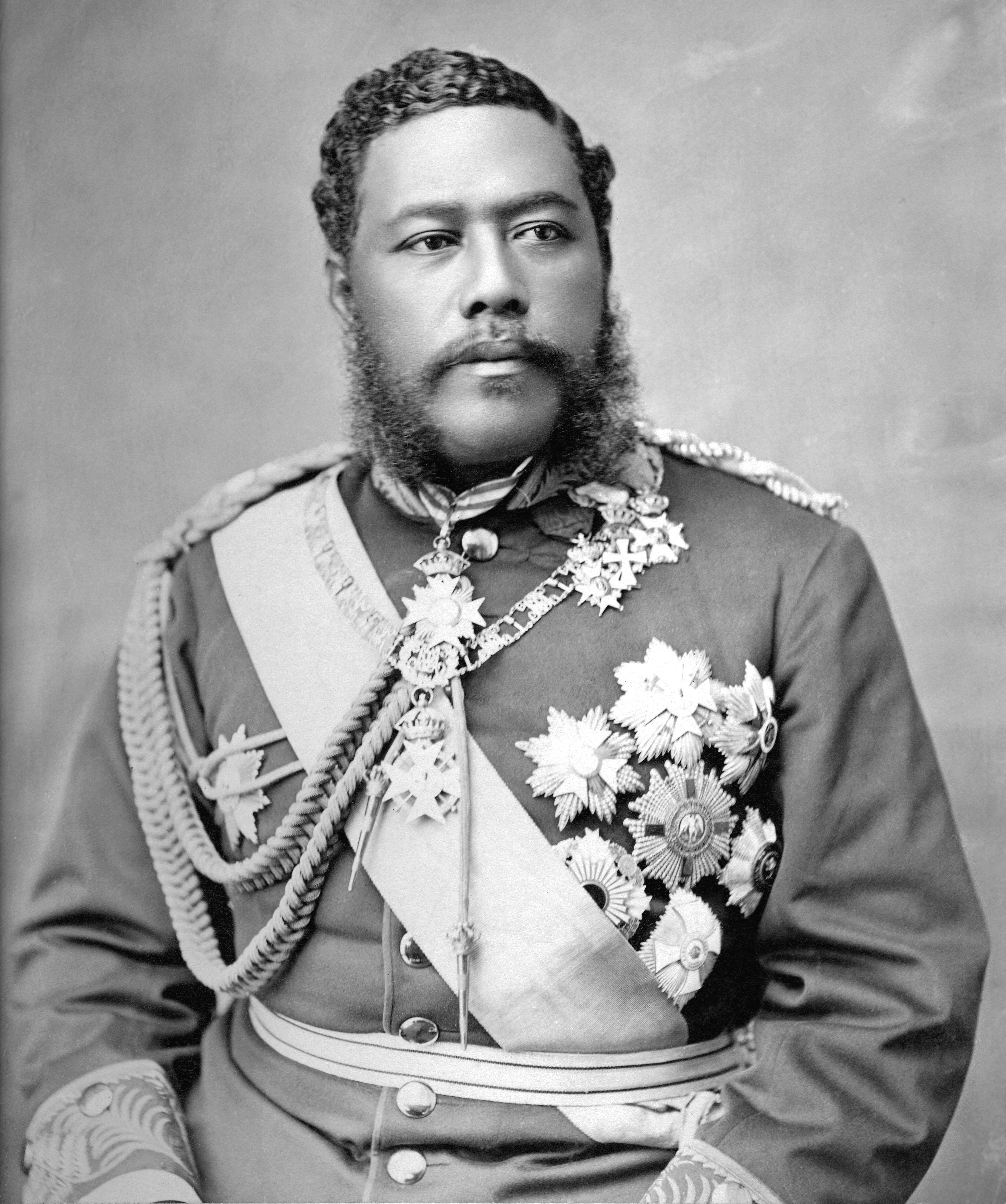
الملك كالاكوا

كان سبريكلز يتواصل بالفعل مع السلطات الأمريكية؛ ففي يناير 1883، كتب إليه مدير دار سك العملة الأمريكية ‏، هوراشيو بيرشارد، موضحًا القوانين التي يمكن للدار بموجبها سك العملات المعدنية للحكومات الأجنبية، وأنه على الرغم من إمكانية سك العملات المعدنية في دار سك العملة في سان فرانسيسكو، إلا أنه يجب إعداد قوالب العملات المعدنية في فيلادلفيا. وطلب رسومات تخطيطية من سبريكلز، الذي قدم وجهًا يظهر صورة كاملة للملك؛ وقد قدم هذا إلى كبير النقاشين تشارلز إي. باربر في فيلادلفيا، الذي رفضه باعتباره غير عملي. أوصى باربر بإظهار الملك في صورة جانبية، و إرسلت صورة مناسبة إليه لاستخدامها في إعداد نماذج للعملات المعدنية المقترحة. وبمجرد أن تلقت دار السك عمولة سبريكلز كوكيل، كتب القائم بأعمال المدير روبرت إي. بريستون مشيرًا إلى أن التفويض يتطلب 12 قطع نقدية سنت، لكن القانون الهاوايي نصّ على عملات معدنية مطابقة في الحجم والوزن والنقاء للعملات الأمريكية، ولم تُسكِب دار سك العملة الأمريكية هذه الفئة. سأل إن كان من المرغوب فيه إصدار قطع نقدية من فئة عشرة سنتات بدلاً منها، لكن لم يُجب على الفور، وانتهى باربر من التصاميم الأولية، بما في ذلك القطع النقدية من فئة 12 ونصف سنتًا.
أنهى باربر صياغات العملات الأربع في سبتمبر 1883، وأمر مدير دار سك العملة في فيلادلفيا ، أ. لودون سنودن، بسك مجموعتين وإرسالهما إلى بريستون في واشنطن. أشاد سنودن بجمال العملات، وسعد لأن باربر طلب نقشًا أقل من اللازم على العملات الأمريكية ذات القيمة المماثلة، لأن هذا يعني أن العملات ستكون أسهل على دار السك. أرسل بريستون العملات إلى سبريكلز في سان فرانسيسكو، وأذن لفيلادلفيا بصنع مجموعات إضافية، لكل من خزانة العملات ومكتب المدير في واشنطن. كُلِّف باربر بصنع خمس مجموعات من قوالب سك العملة لكل فئة، لإرسالها إلى دار سك العملة في سان فرانسيسكو، مع تعليمات بعدم سك أي عملات معدنية ريثما يتوصلوا إلى عقد نهائي مع سبريكلز، وأن تبقى القوالب ملكًا للحكومة الهاوائية، ليسلموها عند الطلب.
كان العقد الرسمي مؤرخًا في 29 أكتوبر، ووقعه سبريكلز بصفته وكيلًا لهاواي، ومشرف دار سك العملة في سان فرانسيسكو، إي إف بيرتون. ونص العقد على إصدار مليون دولار من العملات المعدنية: 500 ألف دولار من الفضة، و300 ألف دولار من نصف الدولار، و125 ألف دولار من ربع الدولار، و75 ألف دولار من عشرة سنتات. وقد أجرت حكومة هاواي هذا التغيير من 12 سنتات، لأنها كانت تتفاوض على اتفاقية نقدية مع الولايات المتحدة، وأرادت أن تتوافق عملاتها المعدنية مع العملات الأمريكية، على الرغم من أن هذه الاتفاقية لم تدخل حيز التنفيذ. بحلول منتصف نوفمبر، لاحظت دار سك العملة التغيير، وأرسلت شركة سبريكلز تأكيدًا وموافقة على صنع قوالب لعملة العشرة سنتات، على أساس أن هناك حاجة إلى تفويض منقح من هونولولو قبل بدء إنتاج عملات العشرة سنتات. وقد استلم هذا في ديسمبر. بحلول هذا الوقت، كان طلب المملكة قد بدأ بالفعل في الإنتاج، بعد أن بدأ بسلسلة من نصف الدولار في نوفمبر. لم يكمل باربر العمل على محاور عملة العشرة سنتات حتى يناير 1884، ولم ترسل القوالب إلى سان فرانسيسكو حتى فبراير، على الرغم من أنها مؤرخة عام 1883. بمجرد استلامه قوالب عملة العشرة سنتات، أرسل بيرتون القوالب غير اللازمة لعملة الـ 12 قطعة نقدية بقيمة سنت إلى مكتب المدير في واشنطن.
وفّر سبريكلز سبائك العملات المعدنية، بتكلفة بلغت حوالي 850,000 دولار. دفع 17,500 دولار رسومًا لدار سكّ العملات مقابل سكّها، و2,500 دولار للتصاميم، و250 دولارًا للقوالب. وأدى تغييرٌ أخير إلى خفض القيمة الإجمالية بالعملة المعدنية من فئة العشرة سنتات إلى 25,000 دولار (250,000 عملة معدنية)، بينما زادت القيمة بنصف دولار إلى 350,000 دولار (700,000 عملة معدنية).

## التصميم

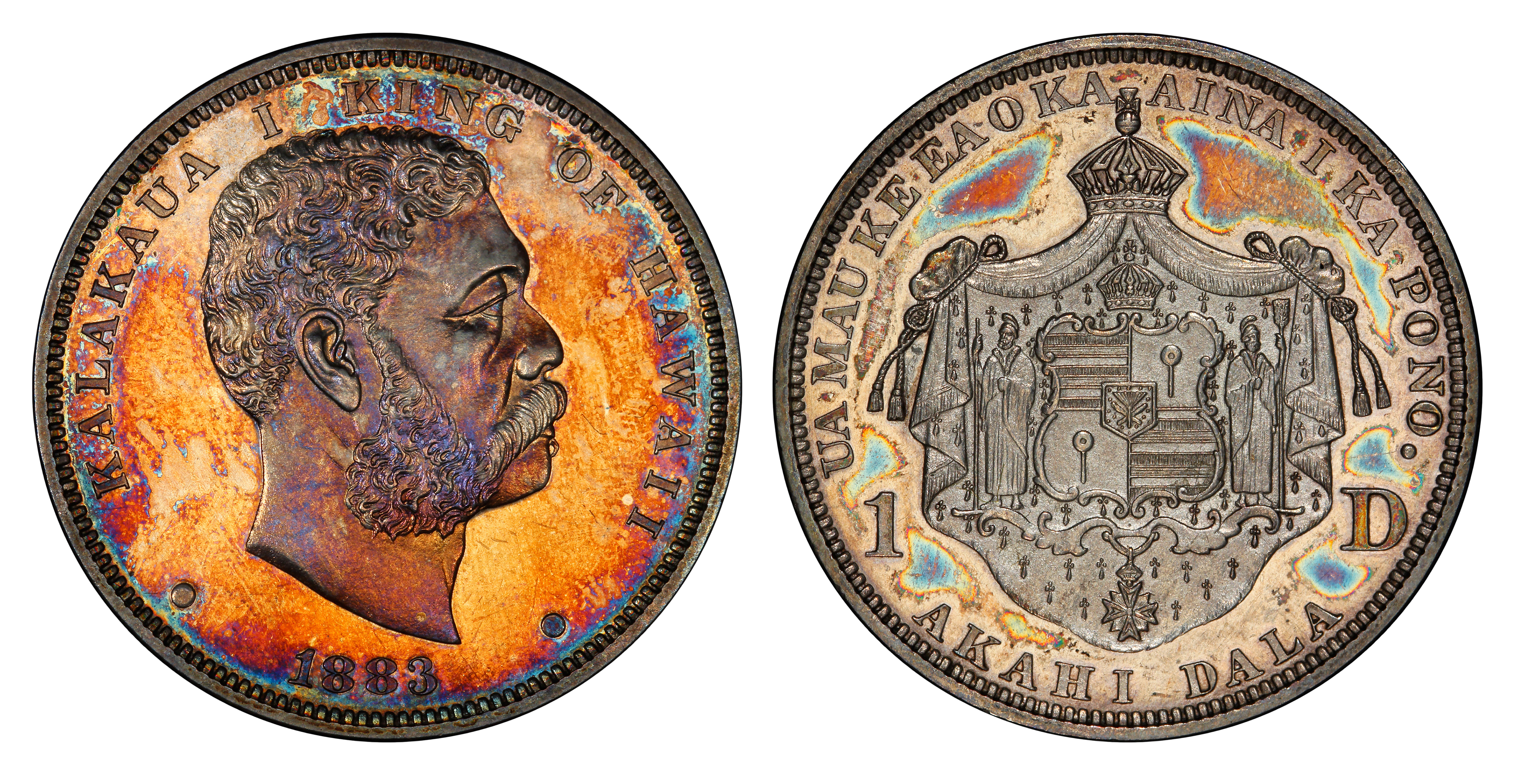
كالاكوا 1883 عملة دولار واحد

صُمم كلا وجهي كل عملة من قِبل تشارلز إي. باربر. يُظهر الوجه تمثالًا نصفيًا عاريًا لكالاكوا. وهو مُحاط باسمه ولقبه؛ ويظهر التاريخ أسفله. قال دبليو تي آر مارفن، الذي كتب عام 1883 في المجلة الأمريكية لعلم العملات، إنه قد أخبره أولئك الذين رأوا العملات أن "وجه الملك يُضاهي بشكل إيجابي وجه العديد من حكام الدول الأكثر أهمية". كتب إرنست أندرادي، الذي وثّق الجدل الذي أثارته العملات، أنها تحمل وجه كالاكاوا، "الذي لا شك أنه وسيم".

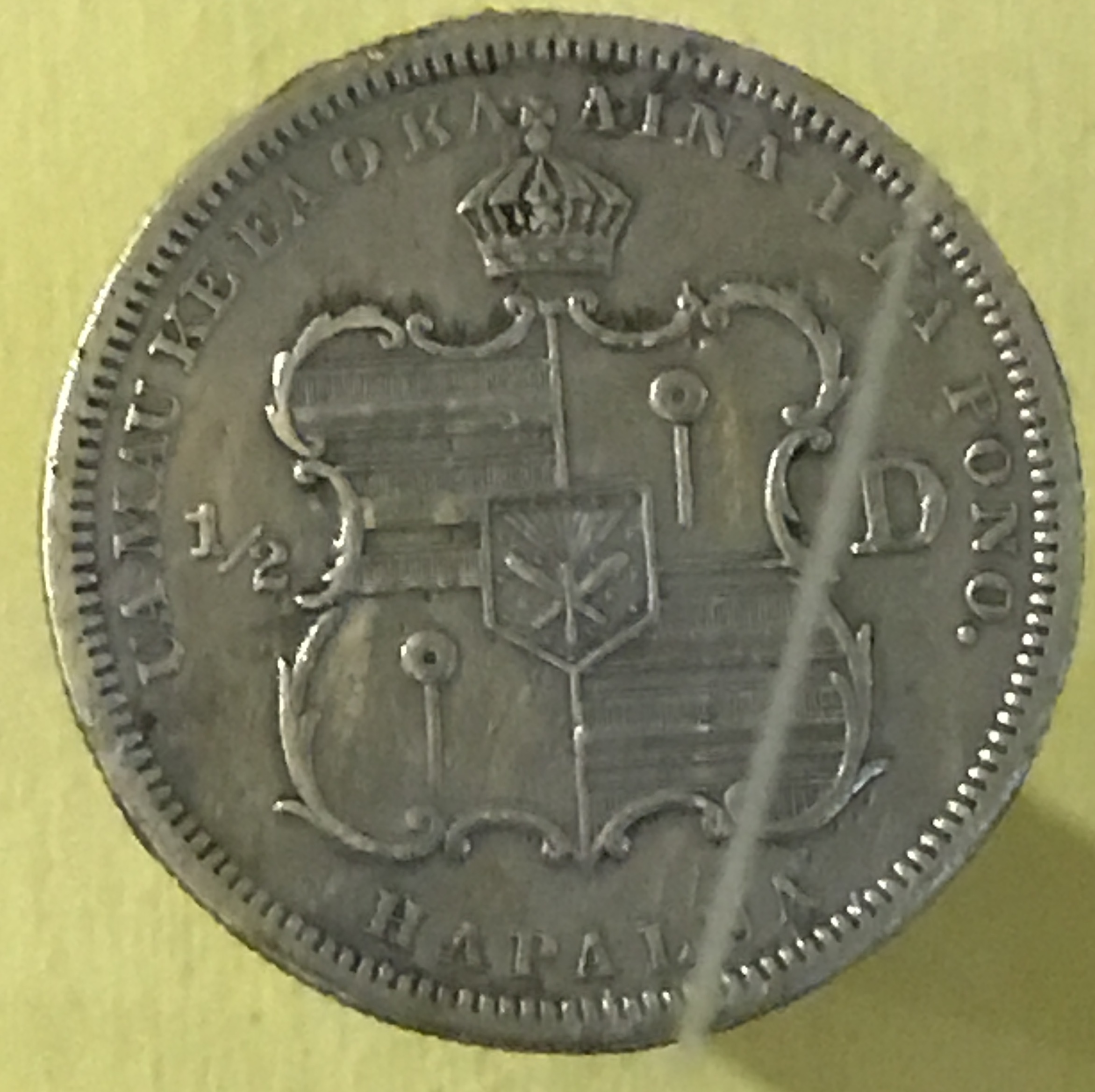
عملة نصف دولار، عُدّلت لتكون ختمًا للقنصل الهاوايي في سوفا، فيجي. معروضة في متحف فيجي.

يحمل الدولار ونصف الدولار وربع الدولار الشعار الملكي، الموضح بشكل كامل على الدولار، حيث يُزخرف الدرع على عباءة، ربما من فرو القاقم. اقترح مارفن عباءة الريش الشهيرة التي ارتداها كاميهاميها العظيم كخيار أكثر ملاءمة من الفراء لحمل الشعار. أسفل الدرع على الدولار، تُعلق نجمة وسام كاميهاميها، وفوقها التاج الملكي. يوجد حول العملة شعار هاواي، وهي الكلمات التي نطق بها كاميهاميها بعد وقت من الشدة. على كلا الجانبين يوجد 1 و D.؛ أدناه فئة دولار واحد مكتوبة باللغة الهاوائية، AKAHI DALA. أصبح دالا المصطلح الهاوائي للدولار في أوقات التبشير حيث تغيرت الكلمات لتتوافق مع الأبجدية الهاوائية الأصغر. تُترجم كلمة دولار إلى "دالا" في الكلام في أجزاء كثيرة من آسيا والمحيط الهادئ.
يحمل ظهرا نصف الدولار وربع الدولار شعارَي الدولة بدون غطاء وترتيب، محاطَين بالشعار، مع التعبير عن فئتيهما على التوالي بـ HAPALUA (نصف دولار)، و HAPAHA (ربع دولار). يُقرن كلٌّ من العملتين كسره بحرف D على جانبي الدرع. الـ 12 قطعة نقدية سنت، لا تُعرف اليوم إلا ببضع قطع نقدية، تحمل إكليلًا يفصل بين أغصانه تاج، ويحيط به شعار. يُكتب داخل الإكليل "هاباوالا". وقد عُدِّل هذا التصميم ليتناسب مع الدايم، حيث يُكتب داخل الإكليل "أومي كينيتا"، وأسفله "دايم واحد"، وكلاهما يعني عشرة سنتات.

## التوزيع والجدل

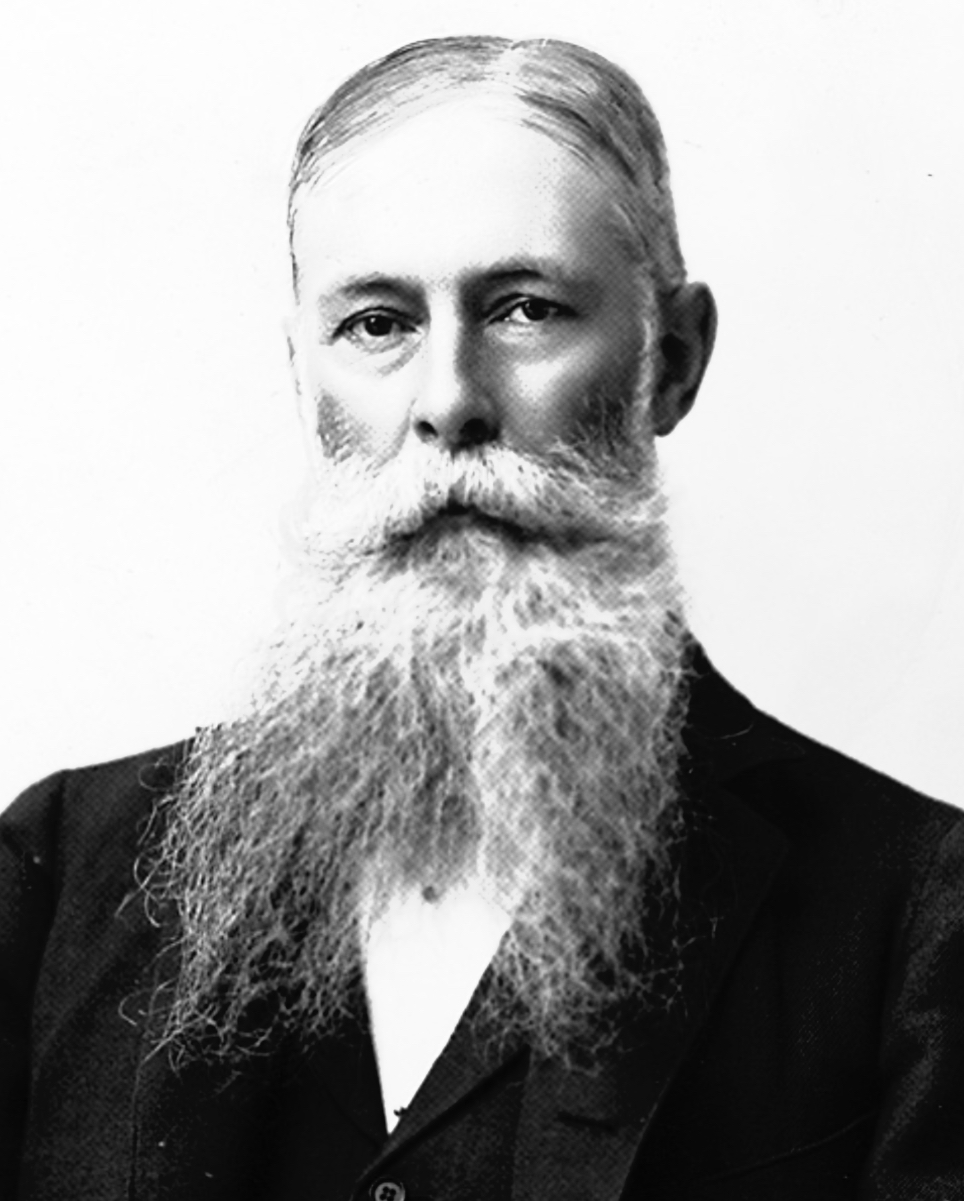
سانفورد ب. دول

وصلت أول شحنة من العملات المعدنية، بقيمة 130,000 دولار أمريكي بنصف دولار، عن طريق السفينة في 9 ديسمبر 1883. كانت هاواي لا تزال في حالة ركود اقتصادي. اعترض عدد من أعضاء مجتمع الأعمال، بمن فيهم سانفورد ب. دول، على هذه القضية على أساس أن الكثير من الفضة من شأنه أن يؤدي إلى تضخم العملة، وذهبوا إلى المحكمة لمنع الحكومة من إعطاء سندات سبريكلز مقابل أي شيء باستثناء العملات الذهبية، كما يقتضي القانون. عارضت الحكومة الدعوى، التي أقيمت في المحكمة العليا للجزر، على أساس أن العملات الفضية تعادل الذهب. منح رئيس القضاة، إيه إف جود، أمرًا قضائيًا مؤقتًا ضد الحكومة التي تمنح المدعين في قضية دول ما يريدونه، ووجد أن العملات المعدنية لم تكن تعادل الذهب، وأن قوانين سك العملة والقروض قد انتهكت. ومع ذلك، عند الاستئناف أمام المحكمة الكاملة، نقض حكم جود، حيث وجدت المحكمة أنه كان ينبغي على دول وشركائه التقدم بطلب للحصول على أمر قضائي. لكن عندما فعلوا ذلك، رُفض الالتماس. في غضون ذلك، وفي اجتماعٍ ترأسه الملك، أعلن المجلس الخاص العملة الجديدة عملةً قانونية؛ وبعد حلّ الدعوى، دفعت الحكومة نصف مليون دولار من العملات المعدنية مع مبلغٍ مماثلٍ من السندات.
أسس سبريكلز وشركاؤه ويليام جي. إروين وإف إف لو بنك سبريكلز وشركاه في هاواي عام 1884، لغرض محدد وهو تداول العملات الفضية. عُثر على أول عملة فضية هاوايية معروفة إنفقت، وهي نصف دولار، بين الإيصالات في قاعة هونولولو للموسيقى في 10 يناير 1884. وقد وُضعت في قلادة وأُعطيت للسيدة الرائدة. دخلت العملة الجديدة التداول العام في 14 يناير، مع توفر العملات المعدنية في وزارة الخزانة الهاوائية وفي بنك سبريكلز الجديد في هونولولو. كان هناك طلب كبير، وحلت العملات المعدنية (التي استلمت جميعًا بحلول يونيو 1884) محل ربع دولار ونصف دولار أمريكي متداولة، وهو ما يُفهم (حسب الموقف السياسي) على أنه يعني قبولها، أو أن قانون كريشام (العملة الرديئة تطرد الجيدة) كان قيد التنفيذ. كانت خزانة هاواي على وشك نفاد النقد قبل استلام العملات المعدنية، ودخلت التجارة عندما دفعت الحكومة ثمن السلع والخدمات، مما أدى إلى زيادة المعروض النقدي ومخاطرة التضخم. في غضون ستة أشهر من الإصدار، تداولوا العملات المعدنية مقابل العملة الأمريكية بخصم 2 في المائة.
استخدم دول وحلفاؤه في الهيئة التشريعية إصدار العملات كوسيلة لمهاجمة الحكومة، متهمين جيبسون وآخرين بمخالفة القوانين، ومطالبين بمعلومات عن أرباح سبريكلز، والتي ذكرت الحكومة أنها حوالي ثلاثة في المائة بعد حساب تكاليف مثل النقل والتأمين. كان التداعيات السياسية للعملة هو التحول في عام الانتخابات عام 1884 نحو حزب كوكوا (المستقل) ‏ في الهيئة التشريعية. قانون العملة لعام 1884، الذي صدر بعد الانتخابات، قيد قبول العملات الفضية كدفعة للديون التي تقل عن 10 دولارات، وحدد تبادل الفضة مقابل الذهب في الخزانة إلى 150.000 دولار شهريًا. كان من المتوقع أن تتدفق العملات الفضية الجديدة إلى الخزانة مقابل الذهب بموجب هذا الترتيب، لكن الحكومة رفضت تنفيذ القانون حتى أجبرتها المحكمة العليا على ذلك. لتجنب الذعر المالي، وافقت البنوك والشركات الخاصة الكبرى على تبادل الذهب مقابل العملات الفضية الجديدة، والتي كانت ثقة الجمهور فيها ضئيلة. ولكن في فبراير 1885، وفي مواجهة رفض الحكومة دفع الذهب (الذي كانت الخزانة خالية منه تقريبًا)، أوقفت الشركات الخاصة هذا الترتيب. وتبع ذلك مفاوضات، ووافقت الحكومة على مضض على حجز أكثر من 550 ألف دولار من العملات المعدنية في حساب خاص لدعم الأوراق النقدية المتداولة آنذاك. وعلى الرغم من أن هذا ترك الحكومة بسيولة قليلة، إلا أن الثقة المتزايدة في ماليتها سمحت لها بالاقتراض على المدى القصير. وبحلول منتصف عام 1885، كانت أسعار السكر في ارتفاع، وعاد الرخاء إلى الجزر. وتدفقت كميات أكبر من الذهب إلى الجزر، مما أدى إلى موازنة الفضة الموجودة بالفعل هناك، واستقرار الوضع النقدي. وأصبحت عملات كالاكاوا أكثر قبولًا، وبحلول عام 1888، استبدلت معظم الفضة الأجنبية غير الأمريكية بها. ظلت العملات متداولة خلال سنوات التسعينيات المضطربة في هاواي، مع سقوط النظام الملكي وانتهاء الجمهورية قصيرة العمر عام 1898 بضمها إلى الولايات المتحدة. ورغم إلحاح المصالح المحلية، لم يتخذ الكونغرس إجراءً إلا عام 1903، مأمرًا باستبدال عملات هاواي الفضية بحلول الأول من يناير 1904، وإلا ستفقد صفتها كعملة قانونية. وبحلول عام 1907، استردت عملات بقيمة حوالي 814,000 دولار أمريكي من أصل مليون دولار أمريكي صدرت أصلًا؛ و استبدلت بالفضة الأمريكية وصهرت في دار سك العملة في سان فرانسيسكو.

## إعادة الاستخدام والتجميع

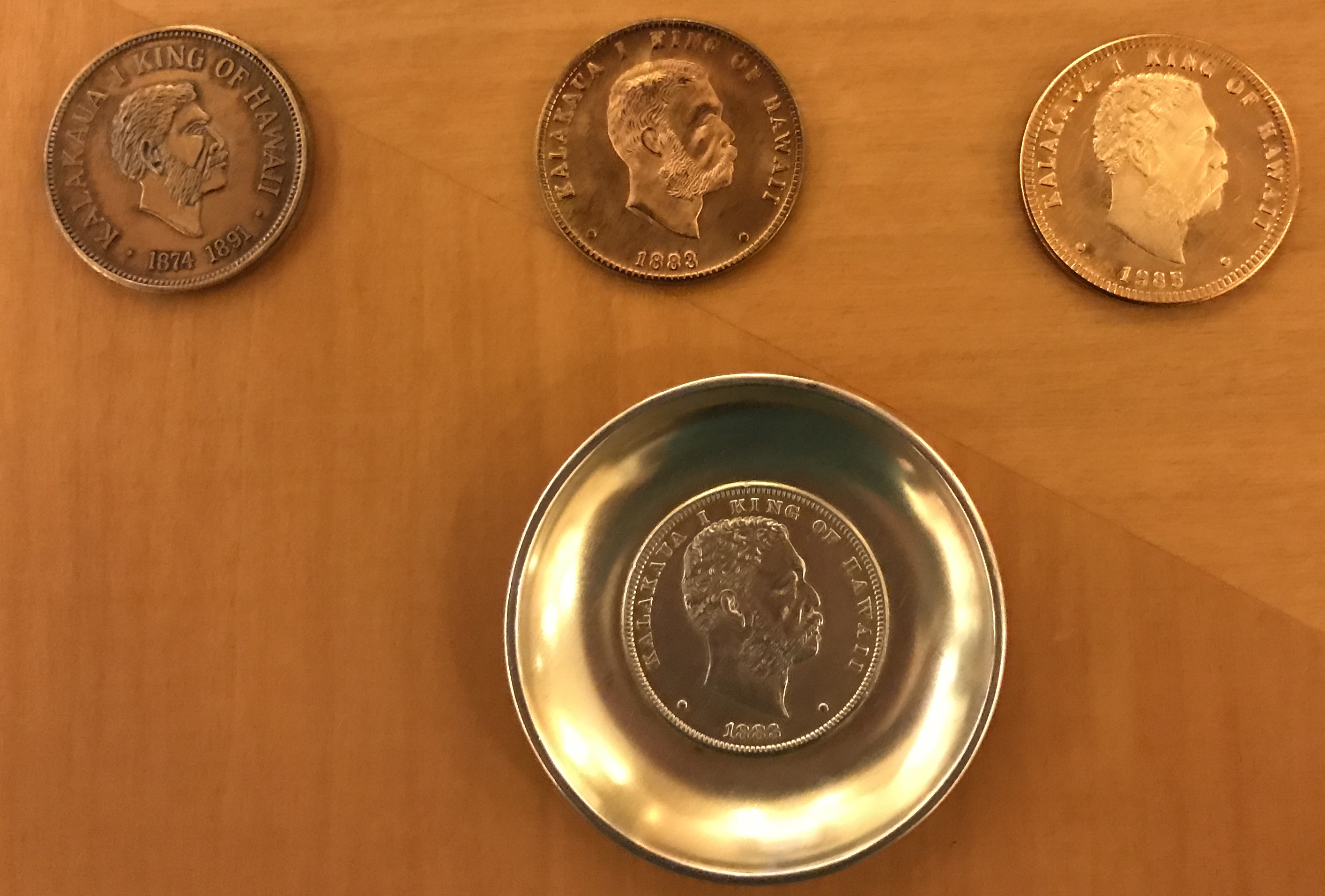
ثلاث نسخ طبق الأصل حديثة من دولار كالاكوا مجمعة مع النسخة الأصلية، مثبتة في طبق فضي صغير

من بين العملات المعدنية التي لم تسترد، من المحتمل أن يكون بعضها قد فُقد في الحرائق التي دمرت الحي الصيني في هونولولو في عامي 1887 و1900. وكان أفراد هذا المجتمع غالبًا ما لا يثقون بالبنوك، ويخفون الأشياء الثمينة في منازلهم. استخدمت كميات من الباقي في تجارة المجوهرات، والتي اشترت ما قيمته عدة آلاف من الدولارات في الأشهر الأخيرة التي ظلت فيها العملات المعدنية عملة قانونية. في السنوات التي تلت منح الوضع الإقليمي لهاواي في عام 1900، سعى الكثيرون إلى الحصول على تذكارات من المملكة المفقودة، و بيعت مجموعة كبيرة ومتنوعة من الهدايا التذكارية التي تتميز بالعملات المعدنية كمجوهرات مطلية بالمينا (وغير مطلية): دبابيس، وسلاسل ساعات، وأزرار أكمام، وأبازيم أحزمة، وأربطة قبعات، ودبابيس قبعات. كما صنعت عناصر زخرفية مثل الملاعق وحلقات المناديل. بشكل عام، يكون الجانب الذي يظهر عليه شعار النبالة هو الجانب المطلي بالمينا.
يمتلك بعضٌ من هواة جمع العملات بعضًا من قطع كالاكاوا. يُصنّف كتاب ريتشارد س. يومان "دليل عملات الولايات المتحدة الأمريكية" في طبعته لعام 2018 ربع دولار كأقل عملة هاواي سعرًا، حيث تتراوح أسعار القطع المسكوكة للتداول بين 50 و375 دولارًا. أما العملات المعدنية ذات الإصدار التجريبي، فهي أغلى بكثير، وخاصةً فئة 13. قطعة نقدية سنت (هاباوالو)، بيعت نسخة منها بمبلغ 43,125 دولارًا أمريكيًا في مزاد عام 2011. أُعيد إنتاج عملات كالاكاوا، وأُعيد استخدام تصميماتها لميداليات خاصة. أُلغيت قوالب العملات الأصلية وهي محفوظة في أرشيف ولاية هاواي.

## سك النقود
| فئة       | الدورة الدموية | دليل | ذاب     | التوزيع الصافي |
| --------- | -------------- | ---- | ------- | -------------- |
| قرش       | 250,000        | 26   | 79      | 249,947        |
| 12        | 0              | 20   | 0       | 20             |
| ربع دولار | 500,000        | 26   | 257,400 | 243,626        |
| نصف دولار | 700,000        | 26   | 612,245 | 87,781         |
| دولار     | 500,000        | 26   | 453,652 | 46,374         |